# Saccharodite lutea
Saccharodite lutea är en insektsart som beskrevs av Bernhard Zelazny 1981. Saccharodite lutea ingår i släktet Saccharodite och familjen Derbidae. Inga underarter finns listade i Catalogue of Life.